# LK II
LK II (Leichter Kampfwagen II) – niemiecki prototypowy czołg lekki opracowany podczas I wojny światowej, będący rozwinięciem projektu LK I. Pojazd wyposażony był w wieżę uzbrojoną w armatę kalibru 37 mm lub 57 mm.
W 1918 roku zbudowano dwa prototypy czołgu, po czym zamówionych zostało 1000 pojazdów. Zamówienia nigdy nie zrealizowano. Po wojnie szwedzki rząd zakupił potajemnie od Niemców za sumę 100 000 koron 10 pojazdów, które trafiły do służby jako Strv m/21 (w Szwecji zostały zmodernizowane).